# Albert Voorn
Albert Bernard Voorn (Hilversum, 23 de maio de 1956) é um ginete holandês, especialista em saltos. 

## Carreira
Albert Voorn representou seu país nos Jogos Olímpicos de 2000, na qual conquistou a medalha de prata nos saltos individual. 